# Billy Howle
Billy Howle (9 de noviembre de 1989) es un actor británico.

## Vida y carrera
Howle nació en Stoke-on-Trent, Staffordshire. Debutó con el papel de James Warwick en la serie, Glue. Desde entonces, ha coprotagonizado la película The Sense of an Ending (como la versión joven del personaje de Jim Broadbent) y la miniserie The Witness for the Prosecution en el papel de un testigo de asesinato, Leonard Vole.
También apareció en la película histórica Dunkerque. y protagonizó junto a Saoirse Ronan la película On Chesil Beach, como también la adaptación de la novela de Anton Chekhov, The Seagull, y aparece en la película Outlaw King.
Howle fue el rostro de la campaña Prada primavera/verano 2016, fotografiado por Craig McDean.

## Filmografía

### Películas
| Año  | Película                                        | Papel                      | Notas |
| ---- | ----------------------------------------------- | -------------------------- | ----- |
| 2017 | El sentido de un final                          | Joven Tony Webster         |       |
| 2017 | Dunkerque                                       | Petty Officer              |       |
| 2017 | On Chesil Beach                                 | Edward Mayhew              |       |
| 2018 | The Seagull                                     | Konstantin Treplyov        |       |
| 2018 | Outlaw King                                     | Eduardo, príncipe de Gales |       |
| 2019 | Star Wars Episodio IX - El Ascenso de Skywalker | Dathan, Padre de Rey       |       |

### Televisión
| Año  | Película                 | Papel              | Notas            |
| ---- | ------------------------ | ------------------ | ---------------- |
| 2014 | Glue                     | James Warwick      |                  |
| 2014 | New Worlds               | Joseph             |                  |
| 2016 | Testigo de cargo         | Leonard Vole       |                  |
| 2018 | MotherFatherSon          | Caden              |                  |
| 2021 | La serpiente (en inglés) | Herman Knippenberg |                  |
| 2024 | The Perfect Couple       | Benji Winbury      | Serie de Netflix |